# 步平
步平（1948年7月—2016年8月14日）是中國历史学家、中国社会科学院近代史研究所研究员、中国社会科学院近代史研究所原所长。主要研究方向是中日关系史、东北亚国际关系史、日本侵华史、抗日战争史。

## 生平
1976年毕业于哈尔滨师范大学历史系，1978年至1992年在黑龙江社会科学院历史研究所工作。2004年7月调入中国社会科学院近代史研究所，任副所长。2004年11月至2011年9月，任所长。此外步平還兼任中国史学会理事、中国东北中日关系史学会会长、中国抗日战争史学会执行会长、中国近现代史学会执行会长、日本横浜市立大学客座教授、日本新潟大学客座教授。
2016年8月14日2时40分，步平在北京同仁医院逝世，享年68岁。送别仪式于2016年8月18日上午9时在北京八宝山殡仪馆兰厅举行。